# Björnholmen, Ekeby socken

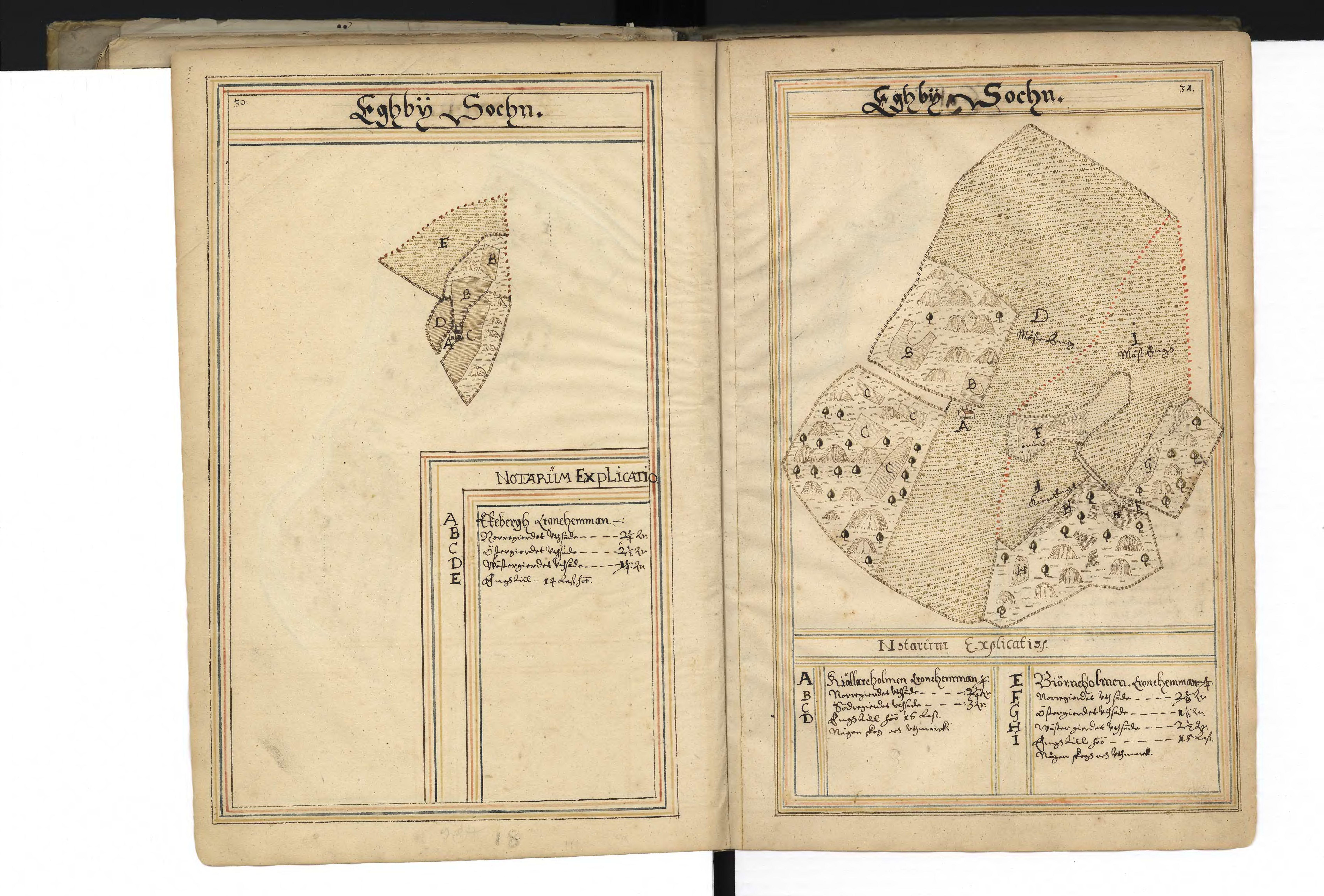
Ekeberg, Källarholmen och Björnholmen, 1638.

Björnholmen är en gård från åtminstone 1600-talet i Ekeby socken, Boxholms kommun. 

## Historik
Björnholmen är en gård från åtminstone 1638 i Ekeby socken, Boxholms kommun som bestod av 1⁄4 kronohemman. Gården ägs sedan 1934 av A. Henricssons dödsbo.

## Byggnader
Den nuvarande huvudbyggnaden uppfördes under 1870-talet. En ekonomibyggnad byggdes 1929 med magasin och visthusbod.
På gården har det även funnits ett torp vid namn Torpfällan från 1873.